# Dieter Rita Scholl

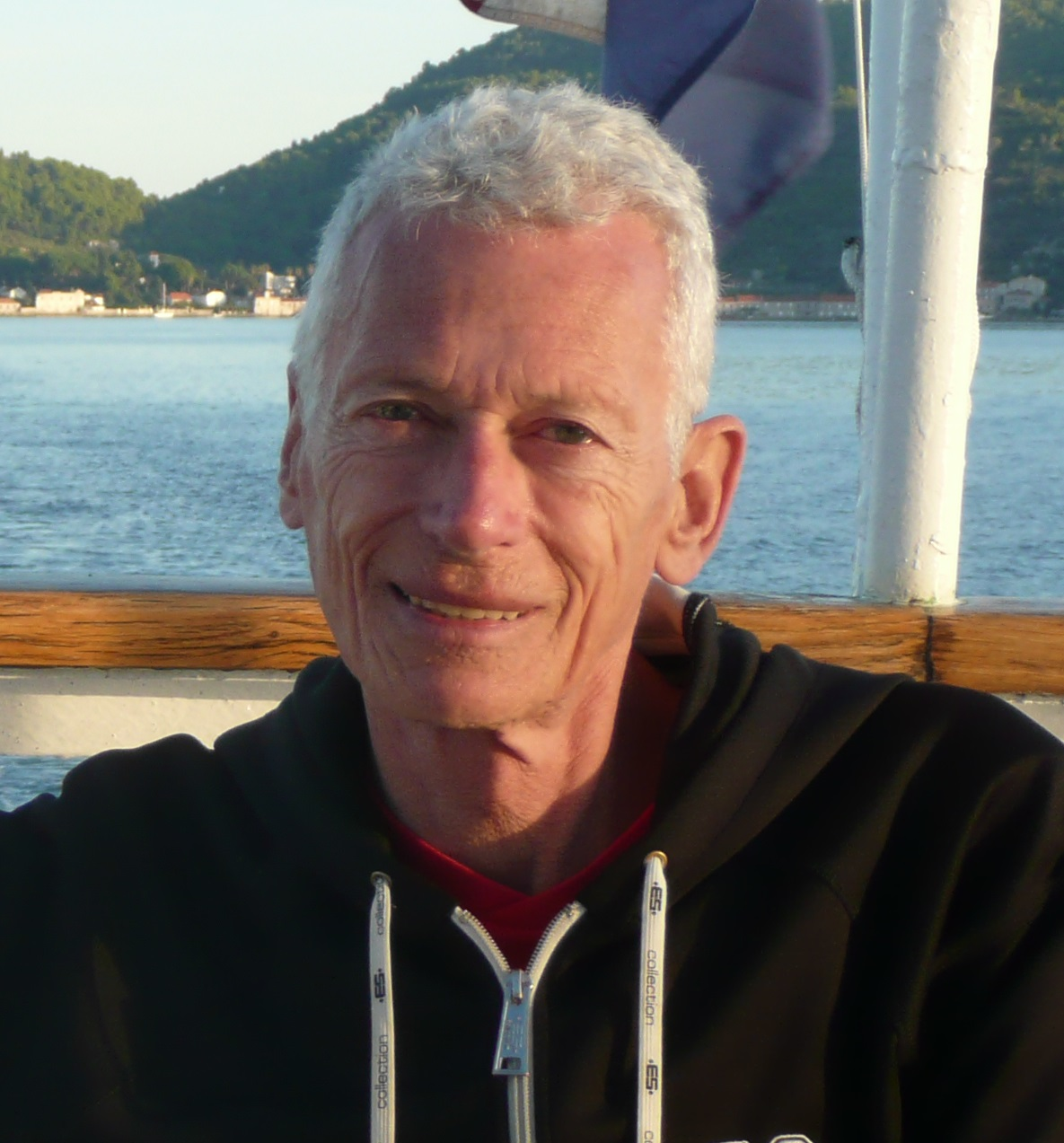
Dieter Rita Scholl, 2013

Dieter Rita Scholl (* 7. Oktober 1952 in Freiburg im Breisgau) ist ein deutscher Schauspieler, Autor und Interpret von Chansons. Schwerpunktmäßig tritt er in androgynen Rollen auf.

## Leben
Seit 1978 steht er auf der Bühne und vor der Kamera. Besonders bekannt wurde er durch die Mitwirkung in dem Warner-Brothers-Film Zauber der Venus von István Szabó, in dem er an der Seite von Glenn Close den Ballettmeister spielte, sowie durch den ZDF-Fünfteiler Der Schattenmann von Dieter Wedel als Mimi, das Schmuckstück. Zudem spielte er eine wiederkehrende Gastrolle in der RTL-Serie Hinter Gittern – Der Frauenknast als zwielichtige Drogenkurierin Gina. Auch in dem Spielfilm Lose Your Head von Stefan Westerwelle war er als Dealer zu sehen. Außerdem wirkte er in mehreren Dokumentarfilmen zu LGBT-Themen mit.
Auf der Bühne erschien er in dem von ihm selbst verfassten Theaterstück DIVA – zwischen 2 Stühlen, das unter anderem in München, Frankfurt/Main und Berlin aufgeführt wurde. In dem Ensemble-Stück Frauen schlafen nie, einer Adaption des Spielfilms Die Frauen von George Cukor, spielte er eine altjüngferliche Schriftstellerin, und in The Cage von Rick Cluchey gab er den wahnsinnigen Massenmörder Hatchet. Zudem wirkte er gemeinsam mit einem internationalen Team von Performern in Gritty Glamour im Ballhaus Naunynstraße in Berlin mit.
Seit 2004 tritt er auch mit Chansonprogrammen auf, die oft Hommagen an Diven sind und französische Lieder beinhalten.
Dieter Rita Scholl lebt seit 1988 in Berlin und identifiziert sich als nonbinär.

## Film- und Fernsehrollen (Auswahl)
- 1985 – Mein lieber Schatz
- 1991 – Zauber der Venus
- 1994 – Hagedorns Tochter (7 Folgen)
- 1996 – Der Schattenmann
- 1997 – Großstadtrevier (Episodenrolle)
- 1998 – Hinter Gittern – Der Frauenknast (11 Folgen)
- 2004 – Agnes und seine Brüder
- 2008 – Im tiefen Tal der Therapierten (Lothar Lambert)
- 2010 – Das Leben ist zu lang
- 2013 – Lose your head
- 2014 – M46 – Es begann in einem Bus
- 2017 – Bruma (Rolle: Angel)
- 2017–2018 – Babylon Berlin (1. und 2. Staffel)
- 2018 – The Giraffe
- 2019 – Frau Stern
- 2019 – Krise ist immer

## Theaterrollen (Auswahl)
- 1979 – Sex? Vergiß es!
- 1982 – Geschlossene Gesellschaft (u. a. mit Ernie Reinhardt)
- 1983 – Diva zwischen zwei Stühlen (Solostück)
- 1987 – The Cage
- 1989 – An den Rand der Erschöpfung weiter
- 1996 – Frauen schlafen nie (ufa-Fabrik)
- 2001 – Fahr zur Hölle, Schwester! (ufa-Fabrik)
- 2014 – Gritty Glamour (Ballhaus Naunynstraße)
- 2015 – Winnie und Adi – Das Duell (Drehleier)
- 2018 – Do you want a Cookie? (The Bearded Ladies Cabaret Philadelphia)
- 2018–2022 – Creation (Pictures for Dorian) mit Gob Squad (Hebbel am Ufer)
- 2019 – Coming Society (Volksbühne)
- 2019 – A 24 – Decade History of Popular Music (Haus der Berliner Festspiele)
- 2019 – legende von Ronald M. Schernikau (Volksbühne)
- 2022 – Die Vielhundertjährigen (Sophiensäle, Mousonturm)
- 2023 – Panzerwiese (Schwere Reiter)

## Chansonprogramme (Auswahl)
- 2004 – Ich bin, was Du vergessen hast (Chansonprogramm)
- 2007 – Paris, Berlin (Chansonprogramm)
- 2009 – Dalida barfuß...
- 2010 – Que(e)re Duette (mit Magy da Silva)

## Dokumentarfilme (Auswahl)
- 1979 – Leben wir unser Leben – Schwule und ihre Lieder
- 1994 – Der Reiz des Androgynen
- 2006 – As Showtime goes by (Film von Lothar Lambert)
- 2012 – Die Legende von Dieter+Rita-WEST!
- 2014 – Erika, mein Superstar (Film von Lothar Lambert)
- 2015 – Unsere zweite Haut – Kleidung und Geschlechterrollen
- 2023 – Sehnsucht in Mir (Film von Julian Wonn)[2]